# Xiaba, Wuping
Xiaba (kinesiska: 下坝) är en socken i sydöstra Kina. Den ligger i Wuping härad i staden Longyan i provinsen Fujian, omkring 350 kilometer väster om provinshuvudstaden Fuzhou. Antalet invånare är 4 932. Befolkningen består av 2 416 kvinnor och 2 516 män. Barn under 15 år utgör 13,0 %, vuxna 15-64 år 73 %, och äldre över 65 år 13,0 %.